# Esposende (freguesia)
Esposende is een plaats (freguesia) in de Portugese gemeente Esposende en telt 3471 inwoners (2001).